# Anglistika
Anglistika (někdy také anglická filologie) je věda, která se zabývá anglickým jazykem, anglicky psanou literaturou, historií a kulturou anglicky mluvícího světa.
Po druhé světové válce se od dřívějšího pojetí anglistiky výrazně oddělila amerikanistika (American studies), zabývající se literaturou, politikou, ekonomikou, historií a kulturou obyvatel zejména Severní Ameriky, včetně historie a kultury předkolumbovské Ameriky a Indiánů.
Od 80. let 20. století se jako samostatné odvětví anglistiky profilují i tzv. Commonwealth Studies, které se zabývají jazykem a kulturou bývalých britských kolonií. Od 80. a 90. let 20. století narůstá i rozdíl mezi anglickou a irskou kulturou (tzv. Anglo-Irish Studies).

## Anglistika v Česku
Za zakladatele české anglistiky je považován lingvista a literární historik Vilém Mathesius (1882–1945), který se stal v roce 1912 prvním profesorem anglistiky na Karlo-Ferdinandově univerzitě v Praze.
V Česku lze anglistiku a amerikanistiku studovat na řadě vysokých škol, např.:
- Filozofická fakulta Univerzity Karlovy v Praze[2]
- Filozofická fakulta Masarykovy univerzity v Brně[3]
- Filozofická fakulta Ostravské univerzity[4]
- Filozofická fakulta Univerzity Palackého v Olomouci[5]
- Pedagogická fakulta Univerzity Jana Evangelisty Purkyně v Ústí nad Labem[6]
- Fakulta filozofická Univerzity Pardubice[7]
- Filozofická fakulta Jihočeské univerzity v Českých Budějovicích[8]

Někteří významní čeští anglisté:
- František Chudoba (1878–1941), literární historik a překladatel
- Antonín Osička (1888–1949), spisovatel a pedagog
- Bohumil Trnka (1895–1984), jazykovědec a literární historik
- Josef Vachek (1909–1996), jazykovědec a vysokoškolský učitel
- Ivan Poldauf (1915–1984), jazykovědec a překladatel
- Břetislav Hodek (1924–2007), lexikograf, literární vědec, spisovatel a překladatel
- Jaroslav Kolár (1929–2013), literární historik
- Josef Hladký (1931–2008), pedagog a překladatel
- Jarmila Tárnyiková (* 1938), překladatelka a spisovatelka
- Aleš Svoboda (1941–2010), překladatel a vysokoškolský pedagog
- Martin Hilský (* 1943), literární historik, překladatel, shakespearolog
- Aleš Klégr (* 1951), jazykovědec, pedagog a spisovatel
- Jan Čermák (* 1962), literární vědec a překladatel
- Ladislav Nagy (* 1974), vysokoškolský pedagog a překladatel